# 3887 Gerstner
A 3887 Gerstner (ideiglenes jelöléssel 1985 QX) a Naprendszer kisbolygóövében található aszteroida. Antonín Mrkos fedezte fel 1985. augusztus 22-én.